# Munitionsdepot Toropez
Das Munitionsdepot Toropez (russisch 107-й арсенал Главного ракетно-артиллерийского управления Минобороны РФ) ist eine russische Militäranlage der Hauptdirektion für Raketen und Artillerie des russischen Verteidigungsministeriums etwa 3 km östlich von Toropez in der Oblast Twer, etwa 360 Kilometer westlich von Moskau. Die Anlage liegt über 400 km entfernt von der ukrainischen Grenze.

## Angriff im Jahr 2024

NASA-Satelliten erfassten vom 2024-09-17 23:58:00 (UTC) bis 2024-09-21 23:58:00 (UTC) umfassende Feuer im Munitionsdepot Toropez

Am 18. September 2024 ereignete sich eine Explosionsserie als Folge eines ukrainischen Drohnenangriffs. Dabei sollen nach Angaben der Zeitung The New Voice of Ukraine mehr als 100 Kamikaze-Drohnen eingesetzt worden sein. Der deutsche Militärökonom Marcus Keupp bezeichnet die Detonationen infolge des Angriffs am 18. September als den bis dato „größten russischen Einzelverlust“ im Russisch-Ukrainischen Krieg. Der Leiter des estnischen Militärgeheimdienstes schätzte, dass ca. 750.000 Artilleriegeschosse zerstört wurden. Laut Markus Reisner wäre damit der Munitionsbedarf für zwei bis drei Monate Kriegsführung zerstört. Satellitenbildern zufolge wurden 75 Lagerhallen auf dem Depot zerstört. Die Explosionen wurden von Erdbebenstationen im Ausland registriert. Die umgesetzte Energie wird auf 239 Tonnen TNT-Äquivalent geschätzt.

## Bestückung
Der Fernsehsender Euronews berichtete, dass das Depot im Jahr 2018 umfangreich modernisiert wurde. Nach der Modernisierung sagte der damalige stellvertretende russische Verteidigungsminister Dmitri Bulgakow, dass der Stützpunkt „den höchsten internationalen Standards“ entspreche. Er sei gegen Raketenangriffe und selbst kleinere nukleare Angriffe geschützt.
Laut Marcus Keupp war jedoch nicht alle Munition in Bunkern eingelagert. Euronews berichtete, dass dort etwa 30.000 Tonnen Waffen und Munition gelagert wurden, darunter Raketen für die Systeme Iskander und 9K79 Totschka, Gleitbomben und Artilleriemunition. Der US-Fernsehsender NBC berichtete, dass in Toropez auch KAB-500-Präzisionsbomben gelagert wurden.

## Schäden in der Umgebung
In der Umgebung wurden infolge der Explosionen im September 2024 auch 13 Kirchen beschädigt. Die Regierung evakuierte die umliegenden Gebiete teilweise.